# Priscijan Cezarejski
Priscijan Cezarejski (lat. Priscianus Caesariensis), fl. 500, poznatiji kao Priscijan, bio je kasnoantički jezikoslovac, poznat kao autor Institutiones Gramatticae, udžbenika latinskog jezika. Podatci o njegovu životu su prilično oskudni; zna se da je bio grčkog podrijetla i da se rodio u Cezareji, odnosno današnjem Cherchellu u Alžiru, te da je nešto kasnije otišao u Konstantinopol i, prema Kasiodoru, podučavao latinsku gramatiku. Osim Institutiones napisao je i panegirik bizantskom caru Anastaziju I. Prva od kopija Institutiones sadržava autorski pečat Flavija Teodora, jednog od tajnika na dvoru Justina I, što je omogućilo datiranje knjige i samoga Priscijanovog života. 
Institutiones je postao standardni udžbenik latinskog u srednjovjekovnoj Europi.

## Vanjske poveznice
- Corpus Grammaticorum Latinorum  Arhivirana inačica izvorne stranice od 4. prosinca 2012. (Wayback Machine)